# Temple de Proserpine
Le Temple de Proserpine (en maltais Tempju ta' Proserpina) était un temple romain, consacré à la déesse des saisons Proserpine, dons les ruines sont aujourd'hui situées sur la commune de L-Imtarfa, à Malte. La date de sa construction originelle est inconnue mais le temple a été rénové au Ier siècle av. J.-C. ou au Ier siècle. Des ruines, découvertes en 1613, ont été extraits des blocs de marbre sculptés qui furent ensuite utilisés à la décoration de bâtiments à Malte par les Hospitaliers de l'ordre de Saint-Jean de Jérusalem à Malte. Il ne subsiste aujourd'hui du temple que de rares fragments dispersés.

## Origine du temple
Le site sur lequel le temple était érigé est le sommet d'une petite colline, faisant face à l'ancienne capitale L-Imdina, dont elle est séparée par la vallée de Gharieshem. Du site, on peut également voir la baie de Saint Paul.
Le temple ne semble pas avoir eu de prédécesseur punique puisque cette déesse était inconnue des anciens Carthaginois,. Le culte à Proserpine suggère une influence sicilienne.
Sa création date de l'époque de la République romaine puisqu'il menace ruine sous le règne d'Auguste.

## La redécouverte de 1613
À proximité du site existait une chapelle dédiée à Saint Nicolas de Bari. En 1613, voulant creuser des fondations pour y ériger une statue du saint, les ouvriers mirent au jour plusieurs blocs de marbre sculptés, ainsi qu'une grande inscription de marbre. De nombreux gros blocs de marbres furent retrouvés sur place en 1613, ainsi que des éléments de colonnes, des corniches, des chapiteaux de style corinthien et des dalles sculptées en bas-relief. La chapelle n'existe plus mais il reste toujours la statue de Saint Nicolas qui marque de ce fait l’emplacement du temple.
La localisation et l'identification du temple est décrite dès les plus anciens guide de Malte,.

### L'inscription de marbre
Une grande inscription de marbre est retrouvée sur le site en 1613.
Du bloc de marbre, encore intact lors de la découverte, il ne reste aujourd'hui que quelques fragments. La première mention date de 1624 par Giorgi Gualtieri mais sa retranscription originale reste peu lisible. Elle est plus tard retranscrite de façon plus claire en 1647 par Giovanni Francesco Abela (en) qui raconte les circonstances de sa découverte, puis par le Français Jacob Spon en 1685.
Les plus anciennes retranscriptions ont permis sa restauration. Les fragments du bloc et sa restauration sont aujourd'hui visibles au musée national d'archéologie de La Valette. L'inscription est inscrite dans le Corpus Inscriptionum Latinarum
. On peut lire :

CHRESTION AVG. L. PROC

INSVLARVM. MELIT ET GAVL.

COLVMNAS. CVM. FASTIDIIS

ET PARIETIBVS TEMPLI DEÆ

PROSERPINÆ. VETVSTATE

RVINAM IMMINENTIBVS

...................RES

TITUIT. SIMVL ET PILAM

.INAVRAVIT.

Dont la traduction proposée est : « Chrestion, affranchi d'Auguste, procurateur des îles de Melite et Gaulos, a 
restauré les piliers, le toit et les murs du temple de la déesse Proserpine, en ruine et 
qui menaçait de s'écrouler. ». La fin fait référence à un élément qui fut redoré mais son nom, PILAM, est mal compris ; il pourrait s'agir d'une boule, ou d'un pilier ou encore d'une statue.
Le texte est donc signé par un certain procurateur Chrestion. La petite taille des îles maltaises semble exclure qu'un procurateur de province ait pu y résider. Il a été proposé qu'il s'agissait d'un affranchi de l'empereur, envoyé comme responsable financier des biens impériaux à Malte. Comme il est fait mention d'Auguste sans autre nom d'empereur, il est probable qu'il s'agit d'Auguste lui-même. Cet élément permettrait donc de dater l'inscription du Ier siècle avant ou après J.C., ce fait de cette inscription le plus vieux texte complet en latin retrouvé sur l'archipel,.

## Destruction du site et dispersion de ses éléments
|  |

Au fil des siècles, les divers éléments du temple sont dispersés, récupérés ou encore détournés.
Un grand bloc de marbre a été réutilisé pour servir de base au bas-relief visible à l'entrée principale de l'Auberge d'Italie : vers 1680, le sculpteur La'Fe y grave les armes du grand maître Gregorio Carafa.
De la même façon, d'autres éléments du temple romain se retrouvèrent réutilisés pour orner la façade du Castellania lors de sa reconstruction entre 1757 et 1760,.
Si Miège en 1840 signale encore quelques restes du temple sur place, en 1882 Caruana ne retrouve quasiment rien sur le site, hormis quelques trous de fondation. Il donne quelques destinations des divers blocs exhumés, dont certains sont acquis par des collectionneurs privés. Plus récemment, Cardona tente de référencer les restes éparpillés : en plus des deux bâtiments de l'Ordre, il retrouve par exemple une colonne dans le jardin de la villa Lija (maintenant Villa Ajkla) et des pièces de marbre romains dans plusieurs bâtiments de l'île.